# Carlos Muñoz Rojas
Pour les articles homonymes, voir Muñoz et Carlos Muñoz.
Carlos Andrés Muñoz Rojas, né le 21 avril 1989 à Valparaíso, est un footballeur chilien qui évolue au poste d'attaquant au CD O'Higgins.